# HD 28226
HD 28226，又名BD+21 647，SAO 76618、HR 1403，是一颗恒星，视星等为5.72，位于銀經175.52，銀緯-18.46，其B1900.0坐标为赤經4h 22m 4.5s，赤緯+21° -18.46′ 49″。